# Københavns Frugtauktioner
Københavns Frugtauktioner A/S var en førende dansk engrosvirksomhed og auktionshus, der importerede sydfrugter og grøntsager, samt forestod deres videre salg og distribution ved offentlig auktion på Grønttorvet i København og senere i Valby.
Virksomheden blev grundlagt i 1908 af storkøbmand Artom Rand, efter forbillede fra de store udenlandske frugtauktioner i London og Hamborg. Det nye salgsformat revolutionerede handelen med udenlandsk frugt i Danmark. Ved at samle større partier oversøisk og sydlandsk frugt til auktionssalg i København skabtes et nyt, åbent marked, der hurtigt tiltrak opkøbere fra hele Skandinavien, Baltikum, Polen og Tyskland. Da Hamborg under 1. verdenskrig midlertidigt mistede sin handelsdominans, lykkedes det Rand at gøre København til hovedstabelplads for udenlandsk frugt i Nordeuropa og opbygge en betydelig transithandel. Københavns Frugtauktioner fik afgørende betydning for moderniseringen af både import og distribution i dansk frugthandel, og medvirkede til et prisfald på eksotiske frugter, der gjorde dem mere tilgængelige i danske husholdninger.
Fra 1933 var Rand tillige direktør for det nyoprettede Københavns Grønttorvs Auktion (KGA), der forestod salg af indenlandske grøntsager og haveprodukter, og de to virksomheder indgik derfor i en fælles ejerkoncern og kom til at nyde tæt sammenarbejde. Københavns Frugtauktioner havde adskillige datterselskaber, heriblandt Dansk-Baltisk Banan Import, samt en række søsterselskaber bl.a. den tilsvarende Aarhus Frugtauktion. Virksomheden havde adskillige filialkontorer og var repræsenteret over hele verden, med store kontorer i Valencia, Genova og Gdynia.
Fra 1908 til 1958 blev frugtauktionerne afholdt på Grønttorvet (i 1968 omdøbt til Israls Plads) i Indre By, hvor torvehallerne holder til i dag, samt i Handels- og Kontoristforeningens store sal på Bispetorvet. Herefter rykkede auktionspladsen til Valby, hvor virksomheden også rykkede sit hovedkvarter til.
I 1978 blev den samlede aktiekapital i virksomheden opkøbt af Th. Olesen Import A/S. Dermed fusionerede de to største danske frugtimportører under ét, og Københavns Frugtauktioner indgår i dag som en del af denne koncern.

## Historie

### Etablering og tidlige år
Københavns Frugtauktioner blev grundlagt den 1. oktober 1908 som aktieselskab med adresse på Rømersgade 7 i København (Danmarks Cykle Union er de nuværende indehavere af adressen). Initiativtager og direktør var den unge frugtimportør Artom Georg Niels Rand (1880–1956), som havde erhvervet sig handelsuddannelse i Danmark og derefter arbejdet i frugtbranchen i England og Tyskland.
Med inspiration fra de store udenlandske auktionspladser indførte Rand i København et nyt og mere åbent salgsprincip, hvor frugtpartier blev solgt på offentlig auktion. Etableringen af Københavns Frugtauktioner medførte i begyndelsen en vis modstand og uro i branchen. De etablerede grossister, som allerede havde faste forbindelser til udenlandske producenter eller handelshuse i Hamborg, så med skepsis på den nye salgsform. Til gengæld blev auktionssystemet positivt modtaget af nyere aktører, som havde svært ved at opnå direkte adgang til udenlandske leverandører, og som nu fik mulighed for at købe mindre partier, tilpasset deres aktuelle behov. I takt med at både den udenlandske og den hjemlige frugthandel voksede i omfang, fremstod auktionssalg i stigende grad som en praktisk og nødvendig udvikling.
Selskabets erklærede formål var at fremskaffe større partier oversøisk og sydlandsk frugt direkte fra producenterne til auktionssalg i København.

### Udvidelse og international betydning
Første Verdenskrigs udbrud og Hamborgs midlertidige svækkelse som internationalt handelscentrum gav Københavns Frugtauktioner en enestående mulighed for at overtage rollen som Nordeuropas vigtigste transitcentrum for oversøisk frugt. Under ledelse af Artom Rand etablerede virksomheden egne chartrede dampskibe til Sydeuropa, navnlig de citrusfrugter fra Spanien (en rute, der senere blev overtaget af DFDS), og stod i 1919 bag indførelsen af den første køledamper fra USA’s vestkyst via Panamakanalen med amerikanske æbler (bl.a. fra Californien, Oregon og Canada), en rute som siden blev overtaget af Østasiatisk Kompagni. Virksomheden kom dermed også den danske skibsfart betydeligt til gavn.
Virksomhedens hurtige vækst medførte opførelsen af midlertidige oplagringsfaciliteter, herunder en 2.575 kvadratmeter stor skurbygning på Islands Brygge, og senere pakhuse i Frihavnen. Auktionerne tiltrak købere fra hele Skandinavien, Østersølandene, Polen og Nordtyskland, og muliggjorde reeksport i stor skala.
Københavns ugentlige frugtnoteringer opnåede så stor autoritet, at de blev udsendt over australsk radio til oplysning for frugtavlere med varer i kommission.
I 1923 blev selskabet overtaget som enkeltmandsvirksomhed af Artom Rand, der nu stod som eneejer og ansvarlig leder. Ved Rands død i 1956, blev firmaet dog igen omdannet til aktieselskab.

### Modernisering og datterselskaber
I 1929 stiftedes datterselskabet Dansk-Baltisk Banan Import A/S, med speciale i import, modning og engrossalg af bananer i Norden og Østeuropa.
To år senere, i 1930, lod Rand opføre et moderne pakhus ved Københavns Godsbanegård, særligt indrettet til modtagelse og køleopbevaring af frugttransport i jernbanevogne. Pakhuset havde eget sidespor (spor 310), hvilket muliggjorde direkte omladning fra banegårdens hovedstrækning.

### Udvidelse til hjemmemarkedet
Som følge af københavnske gartneres behov for en mere moderne og praktisk afsætningsform, blev Rand i 1933 anmodet om at etablere Københavns Grønttorvs Auktioner, som blev etableret efter at Københavnske Handelsgartneres Auktionssalg likviderede. Denne nye institution organiserede auktioner over dansk frugt og grønt og blev et vigtigt supplement til importauktionerne.
I 1937 tog Rand initiativ til at etablere en frugtauktion i Aarhus, hvilket udvidede den nationale rækkevidde og gav producenter i Jylland bedre adgang til auktioner.
I 1930’erne havde virksomheden omkring 80 fastansatte funktionærer og op mod 200 sæsonansatte medarbejdere i højsæsonen. Auktionerne fandt sted i Handels- og Kontoristforeningens store sal i København, og på Grønttorvet i Indre By.
Artom Rand døde i 1956, hvorefter hans svigersøn Asbjørn Borg Jerris overtog direktørembedet. Jerris, der selv var grossist, havde eneprokura i virksomheden, og blev desuden formand for såvel Frugtbranches Tabsudligning samt Foreningen af Frugtimportører i København.
I 1963, byggede arkitektfirmaet Einar Kornerup A/S en ny kontor- og lagerbygning for Københavns Frugtauktioner i Valby. Det nye hovedkontor blev Frugtmarkedet 17, Valby.
I 1973 blev Københavns Frugtauktioner eneforhandler i Danmark for Alba-gruppen, Hamborg, som leverede Onkel Tuca-bananer. Ligeledes var virksomheden importør hos Migros, den største schweiziske modner og distributør, og blev importør i 1975 fra Del Monte.
Sammen med Th. Olesen Import A/S (og periodevis A.W. Kirkeby, som Olesen opkøbte i 1966), udgjorde Københavns Frugtauktioner den absolutte markedstop indenfor dansk frugtimport. Københavns Frugtauktioner var den største importør af varer fra bl.a. United Fruit Company (det nuværende Chiquita).

### Nedgang og opkøb
I 1978 opkøbte brødrene Erik og Knud Olesen, indehaverne af det private familieselskab Th. Olesen (Th. Olesen Import A/S), den samlede aktiekapital i Københavns Frugtauktioner. De to virksomheder havde begge hjemsted i Valby, og blev estimeret til at have en omsætning, der svarede til 40% af den samlede frugtimport. I den officielle meddelelse i forbindelse med overtagelsen fra firmaet Th. Olesen blev det dengang anført, at formålet var at afhjælpe det misforhold, der var opstået mellem de stadigt stigende omkostninger og det stagnerende forbrug.
Ved overtagelsen ventedes deres samlede koncernomsætning at være i omegnen af 350 mio. kr. (svarende til ca. 1,5 mia. i dag).

## Direktører og formænd

### Liste over direktører
- 1908-1956: Artom Rand
- 1956-1968: Asbjørn Borg Jerris

### Liste over formænd
- 1914-1918: Jørgen Nielsen Karl Graff.[17]

### Citationer
1. 1 2  Osvald 1936, s. 902.
2. 1 2  Rajo (18. januar 1925). "København som Nordens Centrum for Frugthandel". København (dagblad). Hentet 10. juli 2025.
3. 1 2 3 4 5 6  Gejl, Ib; Jansen, Chr. R., red. (1982). Erhvervshistorisk årbog 1982 (PDF). Meddelelser fra Erhvervsarkivet (32. udgave). Universitetsforlaget i Aarhus. s. 136.
4. 1 2  Henrik Fode (18. juli 2011). "Artom_Rand". Dansk Biografisk Leksikon (lex.dk online udgave). Hentet 10. juli 2025.{{cite web}}:  CS1-vedligeholdelse: url-status (link)
5. ↑  K., O. (12. november 1933). "Københavns Frugtauktioner fylder 25 Aar". Dagens Nyheder. Hentet 11. juli 2025.
6. ↑  "Frugt-fusion". Langelands Folkeblad. Rudkøbing. 29. marts 1978. Hentet 10. juli 2025.
7. ↑  Osvald 1982, s. 902.
8. 1 2 3 4 5  Osvald 1982, s. 903.
9. ↑  Osvald 1936, s. 903.
10. 1 2  Presiler, Ry (1966).  Zinglersen, E. Zinklar (red.). De Danske Gartneri og Blomster Erhverv (PDF) (2. udgave). København: Forlaget Liber A/S. s. 581.
11. ↑  Erik V. Pedersen. "Sidespor og havnebaner: Københavns Grønttorv". evp.dk. Hentet 10. juli 2025.{{cite web}}:  CS1-vedligeholdelse: url-status (link)
12. ↑  Gejl, Ib; Jansen, Chr. R., red. (1982). Erhvervshistorisk årbog 1982 (PDF). Meddelelser fra Erhvervsarkivet (32. udgave). Universitetsforlaget i Aarhus. s. 144.
13. ↑  "Importen af grøntsager foran frigivelse". Horsens Social-Demokrat. 29. oktober 1962. Hentet 11. juli 2025.
14. ↑  Federspiel, Søren; Jacobsen, Kurt (2007). Einar Kornerup A/S 1907-2007 (PDF) (3 udgave). Køge: JP Trykservice / Prinfo Køge.
15. ↑  "EUR-Lex - 31976D0353 - EN". Official Journal L 095 , 09/04/1976 P. 0001 - 0020; (engelsk). Hentet 2025-07-09.{{cite web}}:  CS1-vedligeholdelse: Ekstra tegnsætning (link)
16. 1 2  "Frugt-fusion". Langelands Folkeblad. Rudkøbing. 29. marts 1978. Hentet 10. juli 2025.
17. ↑  Fabritius, Albert (1935).  Bouet, O. (red.). Erhvervenes Funktionærstand (PDF). Copenhagen: H. I. Nielsen. s. 558.